# 巴尔韦德-德莱加内斯
巴尔韦德-德莱加内斯（西班牙語：Valverde de Leganés）是西班牙埃斯特雷马杜拉巴达霍斯省的一个市镇。总面积73平方公里，总人口3770人（2001年），人口密度52人/平方公里。